# 奧本站 (墨爾本)
奧本站（英語：Auburn railway station）是澳洲墨爾本近郊鐵路網絡的一個鐵路車站，位於東郊Hawthorn East。奧本站是Lilydale、貝爾格雷夫（Belgrave）、阿拉曼（Alamein）線沿線車站，屬於第1收費區，它是列治文站（Richmond）至坎伯韋爾站（Camberwell）之間，唯一一個沒有電車連接的車站。

## 設施
奧本站位於奧本道高架鐵路的東端，乘客可從月台下方的行人隧道進出車站。
奧本站設有一個島式月台及一個側式月台。1號及2號月台為側式月台，3號月台則為側式月台。3座月台均有一座紅磚建築物，供乘客候車。月台下方的行人隧道設有兩部售票機，較大的售票機提供較多種車票並接受紙幣和硬幣付款。旁邊較小的售票機只接受硬幣付款。

## 月台/列車、巴士服務
| 架空月台 |                                                      |
| 側式月台 |                                                      |
| 3號月台  | 往阿拉曼、貝爾格雷夫、Lilydale →                     |
| 2號月台  | ← 往Flinders Street 往阿拉曼、貝爾格雷夫、Lilydale → |
| 島式月台 |                                                      |
| 1號月台  | ← 往Flinders Street                                  |

1號月台：
- 往Flinders Street

2號月台：
- 往Flinders Street
- 往阿拉曼（只限繁忙時間）
- 往貝爾格雷夫
- 往Lilydale

3號月台：
- 往阿拉曼（只限繁忙時間）
- 往貝爾格雷夫
- 往Lilydale

| 路線 | 目的地 | 目的地     |
| ---- | ------ | ---------- |
| 624  | Kew    | Oakleigh站 |

## 歷史
奧本站在1882年4月3日啟用，剛開幕時稱為奧本道站（Auburn Road），但同年改為Auburn。兩層高的車站在1916年為配合Hawthorn至坎伯韋爾一段路軌架化而建成的，現時被列入維多利亞州遺產名錄（Victorian Heritage Register）。